# Le Genre intégré

Le Genre intégré (titre original : The Belonging Kind) est une nouvelle de science-fiction de William Gibson et John Shirley parue en 1981.
Par la suite, elle a été de nouveau publiée dans le recueil Gravé sur chrome publié aux États-Unis en 1986 et en France en 1987.

## Résumé
Coretti aperçoit une femme dans un bar qui semble s'adapter à toutes les situations et qui boit de l'alcool sans en ressentir les effets. En la suivant, il se rend compte qu'elle se métamorphose selon les endroits qu'elle fréquente et qu'elle fait partie d'une véritable "race" n'appartenant pas ou plus à l'humanité.